# Metopius flavobalteatus
Metopius flavobalteatus är en stekelart som först beskrevs av Cameron 1903.  Metopius flavobalteatus ingår i släktet Metopius och familjen brokparasitsteklar. Inga underarter finns listade i Catalogue of Life.